# Per Stavem
Per Johan Stavem (* 1. März 1926 in Sortland; † 24. September 2006 in Oslo) war ein norwegischer Kugelstoßer, Diskuswerfer und Zehnkämpfer.
1948 wurde er bei den Olympischen Spielen in London Elfter im Zehnkampf.
Bei den Olympischen Spielen 1952 in Helsinki kam er im Kugelstoßen auf den achten und im Diskuswurf auf den 16. Platz.
1951 und 1952 wurde er Norwegischer Meister im Kugelstoßen.
Nach seiner Sportkarriere arbeitete er als Hämatologe.

## Persönliche Bestleistungen
- Kugelstoßen: 16,02 m, 21. Juli 1952, Helsinki
- Diskuswurf: 47,49 m, 23. September 1951, Helsinki
- Zehnkampf: 6552 Punkte, 6. August 1948, London